# Calais-Douvres
 (février 2025).
Si vous disposez d'ouvrages ou d'articles de référence ou si vous connaissez des sites web de qualité traitant du thème abordé ici, merci de compléter l'article en donnant les références utiles à sa vérifiabilité et en les liant à la section « Notes et références ».
Vous êtes invité à donner votre avis sur cette page de discussion, de manière argumentée en vous aidant notamment des critères d’admissibilité ou en présentant des sources extérieures et sérieuses.  
Après avoir apposé le modèle {{Admissibilité}} sur une page, suivez les étapes expliquées sur Wikipédia:Débat d'admissibilité/Aide :
| 1. | Créez la page de débat d'admissibilité.                                                                      | Sauvegardez d’abord la page pour l’initialiser puis indiquez votre motivation.        |
| 2. | Important : ajoutez une entrée dans la section Débat d'admissibilité du jour.                                | Utilisez ce texte : *{{L\|Calais-Douvres}}                                            |
| 3. | Pensez à informer les contributeurs principaux de la page et les projets associés lorsque cela est possible. | Utilisez ce texte : {{subst:Avertissement débat d'admissibilité\|Calais-Douvres}}~~~~ |

Pour plus de détails, voir Fiche technique et Distribution.
Calais-Douvres est un film franco-allemand réalisé par Jean Boyer et Anatole Litvak, sorti en 1931.
C'est la version française du film allemand Nie wieder Liebe d'Anatole Litvak, avec Lilian Harvey, Harry Liedtke, Felix Bressart et Margo Lion.

## Synopsis
MacFerson fait le pari de pouvoir vivre cinq ans sans femme, et s'embarque avec des misogynes. Quatre ans après, il sauve une jeune fille de la noyade et finit par la séduire.

## Fiche technique
- Réalisation : Jean Boyer et Anatole Litvak
- Scénario : Irma von Cube, Anatole Litvak et Jean Boyer d'après un roman de Julius Berstl[4]
- Production :  Universum Film
- Lieu de tournage : Allemagne  République de Weimar
- Musique : Mischa Spoliansky
- Photographie : Robert Baberske, Franz Planer
- Montage : Aleksandr Uralsky
- Pays de production :  France Allemagne  République de Weimar
- Durée : 87 minutes
- Date de sortie : 
  - France : 18 septembre 1931

 Sauf indication contraire, les informations mentionnées dans cette section peuvent être confirmées par la base de données cinématographiques IMDb,  présente dans la section « Liens externes ».

## Distribution
- Lilian Harvey : Gladys O'Halloran
- André Roanne : MacFerson
- Armand Bernard : Jean
- Rina Marsa : Claire
- Robert Darthez : Jack
- Jean Sinoël : Dr. Baskett
- André Gabriello : Tom
- Frédéric Mariotti : un marin espagnol
- Margo Lion : la diseuse du Zanzi-Bar
- Guy Sloux : Rheinländer
- Damia : la chanteuse[5].

 Sauf indication contraire, les informations mentionnées dans cette section peuvent être confirmées par la base de données cinématographiques IMDb,  présente dans la section « Liens externes ».